# Anisembia texana
Anisembia texana är en insektsart som först beskrevs av Axel Leonard Melander 1902.  Anisembia texana ingår i släktet Anisembia och familjen Anisembiidae. Inga underarter finns listade i Catalogue of Life.